# Mîțalivka, Zolotonoșa
Mîțalivka (în ucraineană Мицалівка) este un sat în comuna Kovtunî din raionul Zolotonoșa, regiunea Cerkasî, Ucraina.

## Demografie
Componența lingvistică a localității Mîțalivka
     Ucraineană (97,97%)
     Rusă (1,58%)
     Alte limbi (0,46%)
Conform recensământului din 2001, majoritatea populației localității Mîțalivka era vorbitoare de ucraineană (97,97%), existând în minoritate și vorbitori de rusă (1,58%).